# Eudocia di Mosca
Eudocia (in russo Евдокия Дмитриевна?, Evdokija Dmitrievna; ... – 1407) è stata Granduchessa di Mosca nonché moglie di Dmitrij Donskoj; è venerata come santa dalla Chiesa ortodossa russa.

## Biografia
Figlia di Dmitri Konstantinovič, Gran Principe di Suzdal' e Nižnij Novgorod, sposò nel 1366 il Gran Principe Dmitrij Donskoj. Tale matrimonio fu combinato di fatto in un'ottica di alleanza tra i principati norreni di Mosca e di Suzdal'. Nel 1382, rimase a Mosca, incinta e con il marito lontano, mentre le armate del Khan Tokhtamjsh si stavano avvicinando alla capitale. Dopo la nascita del figlio Andrej Dmitrievič, cercò di fuggire da Mosca ma fu imprigionata nel suo palazzo dai moscoviti, che le permisero di allontanarsi solo dopo lunghe negoziazioni.
Fervente cristiana, ebbe come consiglieri spirituali il Metropolita di Mosca Alessio I e Sergio di Radonež, che fu anche padrino del suo primogenito. Durante la sua vita s'impegnò nel commissionare la costruzione di luoghi sacri. Nel 1387 fondò il Convento dell'assunzione nel Cremlino e nel 1393 la Chiesa della Natività della Vergine (Церковь Рождества Богородицы), la cui ricorrenza si celebra il giorno esatto della vittoria di Dmitrij Donskoj contro i Tatari nella battaglia di Kulikovo. Sotto il suo patronato, nel 1395, fu poi dipinta la famosa icona dell'arcangelo Gabriele, che diverrà in seguito l'icona patronale della Cattedrale dell'Arcangelo nel Cremlino.
Dopo la morte del marito, che si spense a soli 39 anni, Eudocia divenne nota per il proprio fervore religioso. I suoi agiografi narrano che portasse catene nascoste sotto il suo abito regale e che fosse stata dotata da Dio del dono della guarigione.
Nel 1397, dopo che ebbe finito di crescere i propri figli, Eudocia si trasferì nel Monastero dell'Ascensione del Cremlino ove, alcuni anni dopo, prese i voti con il nome di Eufrosinia.
Morì nel 1407. È venerata come santa dalla Chiesa ortodossa russa, che la ricorda il 17 maggio e il 7 luglio.

## Discendenza
Eudocia diede al marito Demetrio di Russia 12 figli:
- Danilo Dmitrievich (c. 1370 – 15 settembre 1379).
- Basilio I di Russia, che divenne Gran Principe di Mosca.
- Sofia Dmitrievna, che sposò Fyodor Olegovich, Principe di Rjazan' (dal 1402 al 1427).
- Jurij Dmitriyevitch, Duca di Zvenigrod e di Galič, che aspirò al trono di Mosca contro il proprio nipote Basilio II di Russia.
- Maria Dmitrievna († 15 maggio 1399); sposò Lengvenis.
- Anastasia Dmitrievna, che sposò Ivan Vsevolodich, Principe di Cholm.
- Simeon Dmitrievich († 11 September 1379).
- Ivan Dmitrievich († 1393).
- Andrei Dmitrievich, Principe di Možajsk (14 agosto 1382 – 9 luglio 1432).
- Piotr Dmitrievich, Principe di Dmitrov (29 luglio 1385 – 10 agosto 1428).
- Anna Dmitrievna (* 8 gennaio 1387), che sposò Yuri Patrikievich, figlio di Patrikei, Principe di Starodub, e della di lui consorte Yelena. Il suo nonno materno era un Narimantas. Il matrimonio consolidò il suo ruolo di Boiardo a Mosca.
- Konstantin Dmitrievich, Principe di Pskov (14/15 maggio 1389 – 1433).